# 8927 Ryojiro
8927 Ryojiro è un asteroide della fascia principale. Scoperto nel 1996, presenta un'orbita caratterizzata da un semiasse maggiore pari a 2,4066762 UA e da un'eccentricità di 0,1727084, inclinata di 3,48439° rispetto all'eclittica.